# Île T'Ndu
L’île T'Ndu est une îlot de Nouvelle-Calédonie appartenant administrativement à Païta.